# Canal Emilio Mitre

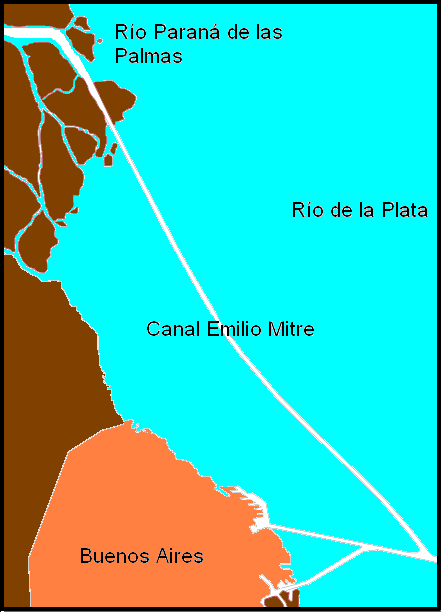
Canal Emilio Mitre.

El canal Emilio Mitre es un canal artificial, dragado en el Río de la Plata entre el "km 12" del canal de acceso al puerto de Buenos Aires y la desembocadura del río Paraná de las Palmas.
El canal tiene una longitud de 50,37 km y un ancho promedio de 100 m. En septiembre de 2006 se reportó una profundidad mínima de 10,8 m. Está señalizado en toda su extensión por pares de boyas luminosas, según el sistema IALA B.
Junto a los canales a Martín García, canal de acceso, canal Intermedio y canal Punta Indio, son las obras de infraestructura que permiten la navegación por el Río de la Plata a las embarcaciones de gran porte.

## Historia
El estudio de factibilidad del canal data de 1893 y lleva el nombre del ingeniero Emilio Mitre quien fuera su impulsor ya que comprendía la vital importancia de vincular por la vía más corta posible los puertos del Paraná con el Río de la Plata. Su construcción fue proyectada por Emilio Mitre en 1907 pero su concreción recién se logró en 1977, es decir, setenta años después. A los pocos años, en 1982-83, la gran crecida del río Paraná produjo una importante sedimentación y los 32 pies proyectados no se lograron nunca.
Desde fines de la década del ’80, y en los primeros años de los noventa, distintas entidades (entre ellas la Bolsa de Comercio de Rosario), bregaron para lograr una mayor profundidad.
El trabajo de dragado fue adjudicado a la empresa Hidrovía SA, si bien se cuestionó la existencia de empresas que estaban dispuestas a realizar el mismo trabajo a un costo mucho menor para el Estado y los usuarios. El juez federal Rodolfo Canicoba Corral investiga la licitación pública por la cual se adjudicó a un grupo empresarial el dragado del río Paraná y del canal Emilio Mitre, en el Río de la Plata, un negocio que le reportará, durante 18 años de extensión del contrato, 1500 millones de dólares. La empresa pertenecería a Benjamín Gabriel Romero, amigo de Raúl Alfonsín y familia, Benjamín Gabriel Romero, dueño de EMELPA impulsó la sociedad con la empresa extranjera que dragara el canal junto a Jan de Null y EMEPA, hoy Hidrovía SA.

## Navegación
El canal es empleado mayoritariamente por las embarcaciones de ultramar que operan en los puertos del río Paraná, mayormente en el complejo Zárate-Campana, San Nicolás, y en las terminales de granos y refinerías de Puerto San Martín, San Lorenzo y Timbúes. Si bien el canal puede ser empleado en ambos sentidos de navegación, la prohibición de navegación aguas arriba más allá del puerto de Zárate ("km 114") para buques de gran porte, hace que para entrar al Paraná más allá de esta localidad sea común utilizar el brazo del Paraná Bravo y del Paraná Guazú cuya vinculación al Río de la Plata se da por la costa del Río Uruguay. 
La eslora máxima admisible es de 230 m, sin restricción por manga.